# نیکولو کاوئوتی
نیکولو کاوئوتی (انگلیسی: Nicolò Cavuoti؛ زادهٔ ۴ آوریل ۲۰۰۳) بازیکن فوتبال است.
وی همچنین در تیم‌های ملی فوتبال زیر ۱۸ سال ایتالیا و زیر ۱۹ سال ایتالیا بازی کرده‌است.